# Szott
Szott, szot – płytkie zagłębienie bezodpływowe algierskich oraz tunezyjskich pustyń piaszczystych.
Szotty zasłane są materiałem gliniastym i ilastym, pokryte skorupami solnymi i gipsowymi – po deszczu zamieniają się w słone trzęsawiska lub jeziora.